# Nagykutas

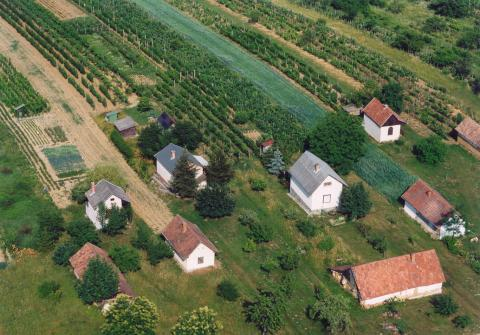
A szőlőhegy légifotója

Nagykutas község Zala vármegyében, a Zalaegerszegi járásban.

## Fekvése
Nagykutas Zala vármegye északi határán fekszik, közvetlenül a Vas vármegyei határszélen. Főutcája a 7404-es út, amely Zalaegerszegtől vezet a Vas vármegye déli szélén fekvő Andrásfáig.
A falutól délre húzódó dombsor tetején 18-19. században épült boronafalú, zsúpfedeles szőlőhegyi pincesor faluképi jelentőségű. Itt található Zala vármegye legnagyobb almáskertje.
A falu központjában impozáns látványt nyújt az 1740-es években épült, 2002-ben felújított templom, és az 1992-ben épült faluház, mely számos rendezvénynek adhat otthont.

## Története
Nagykutas Árpád-kori település. Nevét 1211-ben már említették az oklevelekben Kuthus néven.
Neve 1408-ban Nagykuthus, 1513-ban Naghkwthus néven fordult elő az oklevelekben.
Először II. András király idejében volt említve, mikor a király Fábiánnak és Vincének adta a Kutas nevű ősi földjükkel határos Gébártot.
Kutas 1364-ben kutasi Kálóz és Pál fia Pál és Marcel fia Gyürke, 1402-1408 között Nagykutas néven volt említve, mint Mikcs özvegyének birtoka. 1394-ben már két Kutast is említettek: az egyik Kutasi János fia Miklós, másik János fia László birtoka volt.
A 15.-16. században a Kutasiak a Terjékek és az Ákos nemzetségből származó Mikcs bán utódai; a peleskei Ördögh és a Gersei Pető családok is birtokosok voltak itt.
A török időkben a falut a portyázó törökök többször is megtámadták a környező településekhez hasonlóan.
1655-ben nagy pestisjárvány pusztított a településen.
1659-ben a peleskei vár tartozékai közt írták össze, mint teljesen elhagyott falut, melynek földesúri jövedelme sem volt, aki akart szabadon foglalhatott belőle művelésre.
1690-ben Nádasdy-birtok volt, melyet Széchenyi György vásárolt meg a királyi kamarától és három év szabadságot, robot, illetve adók alóli mentességet helyezett kilátásba annak, aki Kutasra települ. 1720-as összeíráskor már 9 telkes jobbágy és 2 zsellér élt a faluban, 1728-ban pedig 9 szabad költözésű jobbágy- és 20 zsellércsalád élt gróf Széchenyi Zsigmond öröklött birtokán, akik a művelt földterületeket irtásokkal növelték. 1728-ra már 23 hold irtásföld volt a településen.
Gróf Széchenyi Zsigmond, a település földesura azoknak a jobbágyainak, akik három év fárasztó munkával kiirtották és termővé tették az erdőkkel benőtt ősvadont, tizenkét évig tartó mentességet adott a szolgáltatások alól.
A 20. század elején Zala vármegye Zalaegerszegi járásához tartozott.
1910-ben 642 lakosából 636 római katolikus volt.

## Közélete

### Polgármesterei
- 1990–1994: Baumgartner József (független)[3]
- 1994–1998: Baumgartner József (független)[4]
- 1998–2002: Id. Baumgartner József (független)[5]
- 2002–2006: Id. Baumgartner József (független)[6]
- 2006–2010: Baumgartner József (független)[7]
- 2010–2014: Horváth Sándor (független)[8]
- 2014–2019: Ferenczné Baumgartner Éva (független)[9]
- 2019–2024: Ferenczné Baumgartner Éva (független)[10]
- 2024– : Kaczor Zsolt (független)[1]

## Népesség
A település népességének változása:
| Lakosok száma | 422  | 426  | 424  | 418  | 447  | 462  | 453  |
|               | 2013 | 2014 | 2015 | 2021 | 2022 | 2023 | 2024 |

A 2011-es népszámlálás idején a nemzetiségi megoszlás a következő volt: magyar 96,6%, német 2,4%. A lakosok 74,7%-a római katolikusnak, 2,9% reformátusnak, 0,68% evangélikusnak, 6,1% felekezeten kívülinek vallotta magát (15,6% nem nyilatkozott).
2022-ben a lakosság 92,2%-a vallotta magát magyarnak, 0,9% németnek, 0,9% cigánynak, 0,2% bolgárnak, 1,6% egyéb, nem hazai nemzetiségűnek (7,4% nem nyilatkozott; a kettős identitások miatt a végösszeg nagyobb lehet 100%-nál). Vallásuk szerint 50,8% volt római katolikus, 2% református, 0,7% evangélikus, 1,8% egyéb keresztény, 1,3% egyéb katolikus, 6,5% felekezeten kívüli (36,9% nem válaszolt).

## Nevezetességei
- A falutól nyugatra, a szőlőhegyen található egy mintegy 800 éves szelídgesztenye ősfa. Törzsének körmérete (nyolc méter) alapján a legvastagabb az országban (bár Szentgyörgyváron van még egy ugyanilyen vastagságú gesztenyefa).
- Római katolikus temploma

## Itt születtek, itt éltek
- Galabárdi Zoltán (1928–1995) József Attila-díjas író.
- Archiválva 2019. november 5-i dátummal a Wayback Machine-benSláger Tibó Énekes, zeneszerző